# MISSING PARTS the TANTEI STORIES
『MISSING PARTS the TANTEI STORIES』（ミッシングパーツ ザ 探偵ストーリーズ）は、ドリームキャスト (DC)、PlayStation 2 (PS2)、PlayStation Portable (PSP) 用ゲームソフトである。発売はDC版・PS2版がフォグ、PSP版が日本一ソフトウェア。ミステリーを題材にしたアドベンチャーゲーム。新米探偵が周囲の個性的な人間たちと交流しつつ、難事件を解決していくという内容。
全6話によって構成されたシリーズ作品であり、ゲームはこの6話が連載形式で順番に発表されていった。DC版は『パート1（1、2話収録）』『パート2（3、4話収録）』『パート3（5、6話収録）』の3本が発売され、PS2版では『sideA（1、2、3話収録）』『sideB（4、5、6話収録）』の2本が発売されている。PSP版になって初めて1枚のディスクに収録されることになった。なお、キャラクターボイスは3機種ともに一切入っていない。

## ゲーム内容
各話ごとに別の事件の謎解きを行う。ただし、それぞれの話ごとに細かいつながりがあり、全話をプレイすることで隠された全体像が明らかになるという仕組みになっている。
ゲームシステムとしてはオーソドックスなコマンド選択方式を採用しているが、時間経過の概念やサウンドノベル式の選択分岐などを挿入することで、いわゆる「コマンド総当り」だけでは解けないようになっている。
各話の最後に、どれだけ効率よく真相を推理できたかを評価する「探偵度評価」が行われる。探偵度評価が低い場合、各話のエピローグの一部が省略され、事件の隠された真相が解明されないこともある。また各話は、それ以前までの話の探偵度評価を全てAランクでクリアしたという仮定で物語が作られている。そのため、低い探偵度でそれまでの話を終えていた場合、以降の物語の内容に矛盾が出ることがある。
『雨格子の館』、『奈落の城 一柳和、2度目の受難』などの一柳和シリーズは、本作と同じく西ノ宮勇希がシナリオを担当している。そのため、本作のセルフパロディが随所にちりばめられている。

## 追加要素

### PS2版での追加要素
調査記録の追加
いわゆるCGモード。明らかに事件の解決と無関係の行動をとったり、低い探偵度評価を得たときにしか表示されないCGもあるため、すべてを閲覧するのは難しい。
おまけシナリオの追加
『sideB』収録の3話をすべてAランクでクリアすると、ショートストーリーが楽しめるようになる。
メールマガジンの一部刷新
調査中に読むことのできる（しかし事件とは関係のない）メールマガジンの内容が一部変更されており、特にフォグの前作『久遠の絆』の登場人物が配信している「秋津高校3年C組メルマガ同窓会」は「再臨詔」シナリオをもとにしたものになっている。

### PSP版での追加要素
上記以外に以下のものが追加された。
新シナリオ「もう一つの大事件!?」収録
当時のスタッフが再結集して製作されたもの。鴨居奈々子が撮った写真をきっかけに遠羽市で起こる不可解な事件を解いていくもの。登場人物の意外な側面が垣間見える展開になっている。

## ストーリー
鳴海探偵事務所は名探偵と呼ばれた鳴海誠司を所長として有能な探偵を幾人も有していた探偵界の重鎮である。しかしそんな名声も今は昔。所長が謎の失踪を遂げてからというもの、事務所の名は地に落ち、所員も一人また一人と減っていき、今や鳴海誠司の娘である鳴海京香が一人で業務をとりまわしているという惨状となっていた。
両親の形見であるペンダントの捜索を依頼に事務所に訪れた青年真神恭介はそんな惨状を目にし、京香を助けるために自らが事務所の所員となることを決意した。そして、新人探偵真神恭介の冒険が始まることになる。

### 各話あらすじ
すべての話にはなんらかのアンティークが事件の鍵として絡んでおり、そのアンティークが各話のタイトルに冠せられている。
第1話「鳴らないオルゴール｣
鳴海探偵事務所での探偵業の傍ら、恭介が手伝うアンティークショップ「セクンドゥム」に、名門木原家の養女・嘉納潤がオルゴールを持って訪れる。帰りに何者かに襲われた潤と兄・浩司を助けたことから、木原邸に招待された恭介は邸内で殺人事件に遭遇する。恭介は複雑な人間関係の木原家に隠された事件の真相に挑むことに。
第2話「赤いカメオ｣
人気テレビ番組TRY×FLY（トライ・バイ・フライ）のオーディション企画に出演するアイドル候補生3人のうち1人、高崎美幸が自殺した。それから局内で頻繁に高崎美幸の霊が目撃され、恭介は噂の真相を調査することとなる。しかし、調査が進むにつれ、彼女の死に幾つかの疑問が浮かび上がる。
第3話「託されたペーパーナイフ」
哲平の元に元舎弟・赤松亮太から「何も聞かずに預かってほしい」という手紙と共にペーパーナイフが届く。行方がわからなくなった亮太を恭介と哲平は捜すが、なぜか亮太の友人達が次々と殺されていく。背後に暴力団の争いや闇取引の影が見え隠れする、これまでで最も危険な事件に挑む。
第4話「傷ついたテディベア」
負傷した哲平のお見舞いに病院を訪れた恭介は、通院中だった奈々子の担任教師の変死事件に居合わせる。奈々子からの依頼で調査を始めた恭介は、長期入院中の幼い少女・まどかと親しくなる。彼女の大事にしているテディベアには、本人も知らないある秘密が……。
第5話「迷いの懐中時計」
バーからの帰り道、恭介たちはタクシー運転手の死体を目撃する。犠牲者は、恭介の顔見知りの不良少女・睦美の父親だった。調査を進めるうちに、事件の背後関係が想像以上に複雑だったことが判明する。最後に恭介の前に立ちはだかるのは誰か？
第6話「追憶のペンダント」
新しいイベント会場で開かれるチャリティーコンサートに、巨大な組織の陰謀が絡んでいることを察知した恭介。これまでのストーリーで得た仲間たちと協力して、彼は一世一代の大事件に飛び込んでいく。

## 主要登場人物
真神 恭介（まがみ きょうすけ）
本編の主人公。23歳。鳴海探偵事務所所員。朴訥とした人の良い青年で、そのせいもあってかトラブルに巻き込まれやすいタイプ。
幼い頃に両親を交通事故でなくしており祖父によって育てられる。幼い頃の記憶にある「母親がしていたアンティークのペンダント」が所在不明になっていることから、せめて同型のペンダントを手に入れて形見の代わりにしたいということで、ペンダントの調査の依頼に鳴海探偵事務所の扉を叩く。しかし、事務所が京香一人で切り盛りしていて探偵業務どころではなくなっていたことを知った恭介は京香に同情し、所員として事務所で働くことになった。依頼の仕事の合間にペンダントの調査をしている。
鳴海 京香（なるみ きょうか）
鳴海探偵事務所所長代理。28歳。名探偵と言われた鳴海誠司の娘として生まれる。海外に留学していたが父の失踪を知って日本へ帰国。所長代理として事務所を守ることになる。
世間知らずの部分があり、実利より人情で依頼を受けることもしばしば。探偵としての能力はからっきしで実際の事件調査については恭介に頼り切りである。
成美とは幼少時代からの腐れ縁の仲。出会うと喧嘩ばかりだが、根っこの部分では通じ合っている部分もある。
月嶋 成美（つきしま なるみ）
アンティークショップ「セクンドゥム」店長。京香の幼馴染。27歳。恭介はペンダントの情報を得る代償として、成美の店の手伝いをすることになる。
黒い長髪にすきとおるような白い肌をしている美人だが、性格は我儘かつ尊大な女王様系。明るい光が苦手で暗い店内にいつもいるため、吸血鬼のような印象を与える女性。ヘルシングという名の黒猫を飼っている。
鳴海 誠司（なるみ せいじ）
鳴海探偵事務所所長。52歳。元々は刑事だったが後に探偵として独立した。希代の名探偵として名を馳せたが1年前に行方不明となる。
白石 哲平（しらいし てっぺい）
成美の師匠である柏木久蔵の家に居候している青年。24歳。素行の悪い不良青年だが性格は人懐っこくひょうきん。関西弁を使う。恭介とは悪友同士の関係でゲーム中ではワトスン役として恭介とともに様々な事件に挑む。
鴨居 奈々子（かもい ななこ）
恭介行きつけのインターネットカフェ「サイバリア」でバイトで働く女子高生。17歳。ゲテモノ料理のような創作メニューを考えるのが趣味で、常連客に強引に試食させるために恐れられている。
氷室 裕（ひむろ ゆたか）
県警一課に所属する中年刑事。46歳。鳴海誠司の刑事時代の後輩にあたり、その縁から京香や恭介に協力をしてくれる。飄々としたとらえどころのない性格をしているが、事件解決のためなら警察規則も意図的に無視する狡猾な部分もある。
森川 直治（もりかわ なおはる）
氷室の部下である若手刑事。28歳。氷室とは逆に真面目な性格の熱血漢で融通が利かないところもある。事件解決は警察の仕事と思っており、探偵という職業を好ましく思っていない。しかし、なぜか事件現場で恭介とはち合わせになることが多く、その度に恭介といがみ合いの喧嘩が発生することがしばしばある。

## 漫画
MISSING PARTS the TANTEI stories 　～記憶を失くした少女～
オリジナルキャラクタの少女を中心にした女性連続失踪事件。作画：REN
『月刊コミックドラゴン』2002年11月号～2003年4月号（全6話）に掲載。